# Alacran triquimera
Espèce
Alacran triquimera est une espèce de scorpions de la famille des Typhlochactidae.

## Distribution
Cette espèce est endémique du Puebla au Mexique. Elle se rencontre à Tlacotepec de Díaz dans la grotte Sótano Tres Quimeras.

## Description
Le mâle holotype mesure 62,3 mm, les mâles mesurent de 60,7 à 65,8 mm et les femelles de 63,8 à 73,6 mm.

## Étymologie
Son nom d'espèce lui a été donné en référence au lieu de sa découverte, la grotte Sótano Tres Quimeras.

## Publication originale
- Santibáñez-López, Francke & Prendini, 2014 : « Shining a light into the world’s deepest caves: phylogenetic systematics of the troglobiotic scorpion genus Alacran Francke, 1982 (Typhlochactidae : Alacraninae). » Invertebrate Systematics, vol. 28, p. 643–664.